# 本能
本能或称先天行为，是指一个生物体趨向于某一特定行为的内在倾向。本能的最简单例子就是钥匙刺激（FAP），指的是对于一种可清晰界定的刺激，生物体会回应以一系列固定的动作，时间长度由很短到中等。

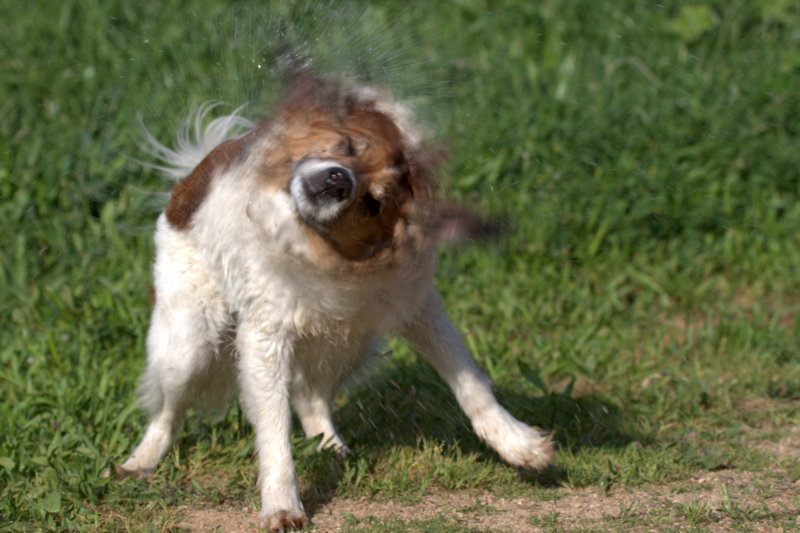
狗将皮毛中的水甩干是一种本能行为。

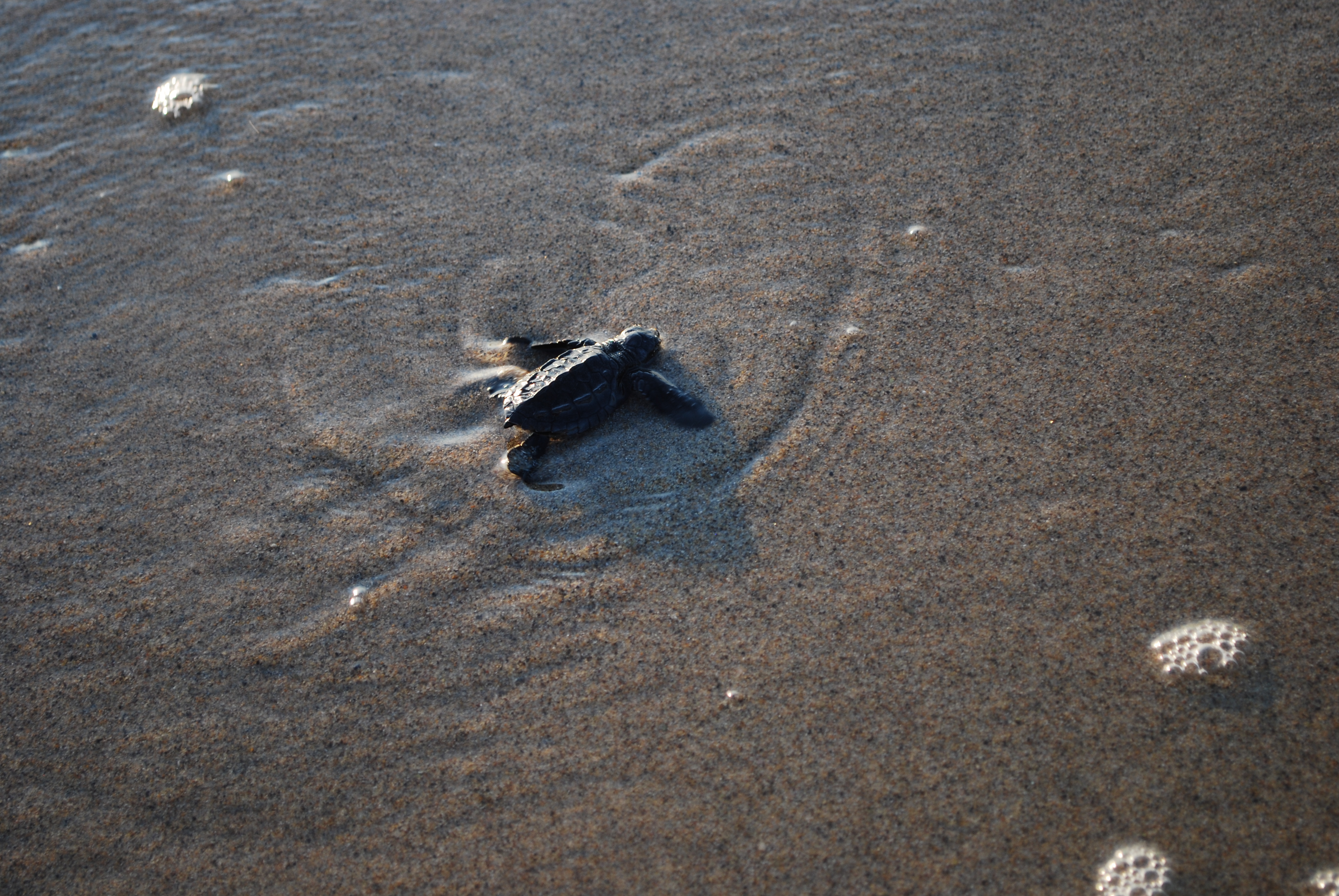
棱皮龟的幼体正在向大海爬去

如果一个行为并非基于以前的经验（也就是说不是通过学习而来的），它就可以被称为本能，是内在生物因素的表现。例如，海滩上刚孵化出的海龟会自发地爬向大海。刚出生的有袋类会爬向母亲的育儿袋。蜜蜂无需正式的协商就可以通过舞蹈来交流食物源的位置。其他的本能行为还包括动物的打斗、求偶，逃跑以及筑巢。
本能是与生俱来的复杂行为模式，在一个物种的绝大多数成员中都存在。它不应与反射相混淆，后者指的是一个器官对于特定刺激的简单反应，例如瞳孔在强光下收缩，或者膝跳反射。意志能力的缺失不应被认为意味着无法改变行为模式。例如，人可以有意识地改变行为模式，只要意识到这个行为的存在并且简单地停止行为，而其他不具备足够强意志能力的动物不會自主性停止本能行為。
对于不同的物种，本能在行为中所扮演的角色各不相同。一种动物的神经系统越复杂，它的大脑皮质和社会学习所起的作用就越大，而本能的作用则越小。鳄鱼与大象之间的比较可以说明，哺乳动物是如何深度依赖社会学习。动物园中长大的母狮子和母猩猩如果在幼年时就离开了母亲，常常会出现拒绝抚养其后代的情况，因为它们并未习得养育后代。而这在较简单的爬行动物身上并未出现。
例如：嬰兒啼哭，雛鳥張嘴索食等